# Peperomia arenillasensis
Peperomia arenillasensis är en pepparväxtart som beskrevs av Truman George Yuncker. Peperomia arenillasensis ingår i släktet peperomior, och familjen pepparväxter. Inga underarter finns listade i Catalogue of Life.